# TWL Elektra
TWL Elektra ist ein österreichischer Fußballverein aus Wien, spielend in Favoriten. TWL Elektra spielt zurzeit in der Regionalliga Ost, der dritthöchsten Spielklasse in Österreich. Es handelte sich ursprünglich um den Zusammenschluss der ehemaligen Zweitligisten SV Straßenbahn und SC Gaswerk zum SC Team Wiener Linien, der wiederum selbst zur Saison 2021/22 mit dem ASK Elektra Wien zum TWL Elektra fusionierte.

## Geschichte
Das SC Team Wiener Linien geht auf den 1974 getätigten Zusammenschluss des SC Gaswerk Wien und des KSV Straßenbahn Wien zurück.

### SC Gaswerk (1928–1974)
Der SC Gaswerk Wien war 1928 als Betriebssportverein in Sankt Veit gegründet worden und entwickelte sich bald zu einem der erfolgreichsten Vereine der VAFÖ. 1931 wurde der Klub erstmals nach einem 7:1-Sieg in der letzten Runde über Humanitas-Heizwerk Meister der VAFÖ-Liga und konnte diese Triumphe 1932 und 1933 wiederholen. Nach der Auflösung der VAFÖ konnte der Klub erst wieder Ende der 1940er Jahre an die alten Erfolge anschließen. Mit späteren Nationalspielern wie Leopold Barschandt gelang 1947 der Meisterschaft in der 2. Wiener Klasse und der damit verbundene Aufstieg in die zweitklassige Wiener Liga. Gaswerk blieb bis zur Staatsligareform 1949/50 zweitklassig und spielte anschließend bis 1962 durchgehend in der drittklassigen Wiener Liga.

### SV Straßenbahn (1912–1974)
Der SV Straßenbahn Wien war bereits 1912 gegründet worden und spielte erstmals mit dem späteren Wunderteamspieler Schurl Braun 1922/23 bis zur Einführung des Professionalismus 1923/24, dem sich Straßenbahn als Betriebsportverein nicht anschloss, zweitklassig. Straßenbahn trat ebenso der VAFÖ bei und spielt auch zeitweise in der VAFÖ-Liga. Nach Auflösung der VAFÖ stieg Straßenbahn unter neuen Namen Wiener Sportvereinigung 1934/35 wieder in die II. Liga des ÖFB ein und blieb, ab 1936 wieder unter traditionellem Namen, bis zum Abstieg 1946/47 in der Zweitklassigkeit. Größter Erfolg war der Gewinn der 1. Klasse Wien B 1940/41 und das damit verbundene Erreichen der Relegation zur ersten Liga. Diese wurde jedoch knapp 2:2 und 0:1 an den Post SV Wien verloren. 5.000 Zuschauer kamen damals auf den Helfort-Platz zu den Entscheidungsspielen. Straßenbahn blieb bis 1965 Stammmitglied der drittklassigen Wiener Liga und brachte mit Walter Gebhardt und Hans Krankl zwei später berühmte Nationalspieler hervor.

### Gaswerk/Straßenbahn (1974–2005)
1974 schlossen sich die beiden Klubs als Gaswerk/Straßenbahn zusammen und spielten fortan auf dem Raxplatz der Straßenbahner. Gaswerk hatte bis dato seine Heimspiele auf dem ASKÖ-X-Platz, heute Franz-Horr-Stadion genannt, ausgetragen. Nach einer weiteren Fusion von Gaswerk/Straßenbahn mit Erdbau im Juli 1974 trat das Team auch mehrmals als Gaswerk/Erdbau auf.
Größter Erfolg von Gaswerk/Straßenbahn war der Meistertitel in der Stadtliga in der Saison 1987/88, welcher den Aufstieg in die Regionalliga Ost bedeutete. Der Klassenerhalt konnte in der anschließenden Saison jedoch nicht geschafft werden.
Bis 1998 spielte Gaswerk-Straßenbahn weiterhin in der Wiener Stadtliga, ehe man den Weg in die Unterliga A (heute Oberliga) antreten musste.

### SC Team Wiener Linien (2005–2021)
2005 wurde die Spielgemeinschaft nach dem Ausstieg der "Gaserer" aufgelöst und der heutige SC Team Wiener Linien gegründet. Nach erfolgreichem Abschluss der Saison 2006/2007 in der 1. Klasse A Wien, spielte der SC Team Wiener Linien in der Saison 2007/2008 in der Oberliga A Wien, der fünfthöchsten Spielklasse. 2009/10 gelang der Aufstieg in die Wiener Stadtliga, die vierthöchste Spielklasse Österreichs.
In der Saison 2017/18 sicherte sich der Verein unter Langzeittrainer Josef Schuster mit drei Punkten Vorsprung auf den ASK Elektra, der nach der Hinrunde noch in Führung lag, den Meistertitel in der Wiener Liga und stieg in die Regionalliga Ost auf und kehrte somit in die dritthöchste Leistungsstufe zurück. Der Kader setzte sich aus folgenden Spielern zusammen: Leopold Figl, David Djurdjevic, Maximilian Sulek, Ertan Uzun, Ajdin Lubenovic, Marvin Kral, Thomas Zankl, Daniel Djordjevic, Clinton Bangura, Philipp Herout, Arian Assim, Mario Lassmann, Mustafa Atik, Mostafua Karami, Dominik Jovanovic, Lukas Grgic, Manuel Bauer, Zoran Marinovic, Gerald Lintner, Patrick Koch, Philipp Tannert, Marcus Hauke, Marco Elbl, Ismael Minoungou und Jasmin Delic. Mit Jasmin Delic, der 34 Treffer erzielte, stellte das Team Wiener Linien zudem den Torschützenkönig.

### TWL Elektra (seit 2021)
Am 7. Mai 2021 wurde bekannt gegeben, dass der Verein mit dem ASK Elektra Wien zu TWL Elektra fusionieren wird. Der Fusionsverein übernahm den Ligaplatz des Team Wiener Linien, der Kader wurde aus beiden Vereinen zusammengemischt.

## Kampfmannschaft

### Trainerteam
Stand: 23. August 2020
| Funktion       | Name          | Geburtsdatum | Nationalität | beim Verein seit | letzter Verein         |
| -------------- | ------------- | ------------ | ------------ | ---------------- | ---------------------- |
| Trainer        | Herbert Gager | 18.09.1969   | Osterreich   | 07/2019          | FC Marchfeld Mannsdorf |
| Co-Trainer     | Pero Brnic    | 24.08.1979   | Osterreich   | 07/2019          | FC Marchfeld Donauauen |
| Co-Trainer     | Vedran Stojak | 30.07.1980   | Osterreich   | 07/2022          | Trainer TWL Elektra II |
| Tormanntrainer | Thomas Niggl  | 01.09.1986   | Osterreich   | 07/2015          | war Spieler            |

### Aktueller Kader
Stand: 4. April 2023